# BMC Ophthalmology
BMC Ophthalmology (skrót: BMC Ophthalmol) – brytyjskie czasopismo okulistyczne wydawane od 2001.
Czasopismo jest recenzowane i publikuje w otwartym dostępie prace oryginalne dotyczące wszelkich aspektów zapobiegania, diagnozowania i leczenia chorób oczu. Akceptowane są także prace z zakresu genetyki molekularnej, patofizjologii oraz epidemiologii. 
Pismo ma współczynnik wpływu impact factor (IF) wynoszący 1,770 (2017). W międzynarodowym rankingu SCImago Journal Rank (SJR) mierzącym wpływ i znaczenie poszczególnych czasopism naukowych „BMC Ophthalmology" zostało w 2017 sklasyfikowane na 37. miejscu wśród czasopism okulistycznych.
W polskich wykazach czasopism punktowanych przez Ministerstwo Nauki i Szkolnictwa Wyższego publikacja w tym czasopiśmie otrzymywała kolejno: 20-25 punktów (lata 2013-2016) oraz 70 pkt (2019).
Publikacje ukazujące się w tym czasopiśmie są indeksowane m.in. w Science Citation Index Expanded, Directory of Open Access Journals (DOAJ), Embase, Current Contents, Chemical Abstracts Service, Zetoc, PubMed oraz w Scopusie.
Wydawcą jest brytyjski BMC (BioMed Central) należący do koncernu Springer Nature. Redaktorem naczelnym jest Guangde Tu związany z wydawnictwem BioMed Central. Czasopismo jest powiązane z londyńską organizacją Cochrane Eyes and Vision (CEV).